# 沙希恩·格來

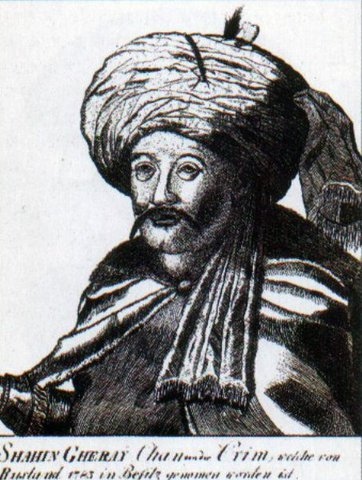
沙希恩·格來

沙希恩·格來（Şahin Giray；1745年—1783年），克里米亞汗國最後一位汗，由1777年統治到1783年。
他出生在埃迪爾內，曾在希臘和威尼斯讀書，能說克里米亞韃靼語，鄂圖曼土耳其語，希臘語和義大利語。當他20歲時，他的叔叔卡利姆·格萊叫他回到克里米亞，命他指揮國內諾蓋人部落，在1770年俄羅斯帝國贏得了對奧斯曼帝國的戰爭，並尋求與克里米亞汗國聯盟反對土耳其人。然而，這一提議被塞利姆三世·格萊強烈反對和斥責。在此之後，俄羅斯對克里米亞突然襲擊迫使汗派使臣到聖彼得堡求和。
1776年，沙希恩繼他的叔叔成為克里米亞汗。在他短暫的統治中，他開始了一項計劃，重新構建和現代化克里米亞汗國。這些改革集中在經濟和政府的基礎設施，包括開設工廠，和遷都卡法。
但在俄羅斯的巨大壓力下，他同意了俄羅斯的提議，把汗國納入俄羅斯帝國。在此之後他被迫遷往聖彼得堡過軟禁生活。他請求搬到埃迪爾內，在1787年，俄羅斯和奧斯曼帝國同意讓他搬到埃迪爾內。因為奧斯曼當局看到他作為一個奧斯曼帝國王位的可能挑戰者，他被逮捕後轉移到伊斯坦堡，稍後在羅德島斬首。但他的後裔仍生活在土耳其。